# Barbula macassarensis
Barbula macassarensis är en bladmossart som beskrevs av Fleischer 1904. Barbula macassarensis ingår i släktet neonmossor, och familjen Pottiaceae. Inga underarter finns listade i Catalogue of Life.